# Augustine Simo
Augustine Simo (Bangangté, 18 de setembro de 1978) é um ex-futebolista camaronês que joga como meio-campista.

## Carreira
Jogou boa parte de sua carreira, iniciada em 1994 no PWD Bamenda (clube de seu país natal), na Suíça, onde jogou por Lugano, Neuchâtel Xamax, Zürich, Aarau e Urania GS, pelo qual atuou em 146 partidas entre 2006 e 2013, quando se aposentou. Teve ainda rápidas passagens por Aigle Nkongsamba (Camarões), Torino (Itália) e Saint-Étienne (França), além de um empréstimo ao Hapoel Petah Tikva na temporada 2006–07.

## Seleção Camaronesa
Entre 1995 e 1998, Simo disputou 23 partidas pela Seleção Camaronesa, não tendo feito nenhum gol pelos Leões Indomáveis. Jogou 2 edições da Copa das Nações Africanas (1996 e 1998) e a Copa de 1998, onde atuou apenas no primeiro jogo da equipe no torneio, contra a Áustria.

## Pós-aposentadoria
Após deixar os gramados, o ex-meio-campista assumiu o cargo de auxiliar-técnico do Étoile Carouge, clube da quarta divisão suíça, permanecendo até 2017.